# 9629 Сервет
9629 Сервет (9629 Servet) — астероїд головного поясу, відкритий 15 серпня 1993 року.
Тіссеранів параметр щодо Юпітера — 3,361.
Названо на честь іспанського мислителя та лікаря Мігеля Сервета (лат. Michael Servetus, ісп. Miguel Serveto y Conesa, 1511–1553).